# Antonina (kommun)
Antonina är en kommun i Brasilien.   Den ligger i delstaten Paraná, i den södra delen av landet, 1 100 km söder om huvudstaden Brasília. Antalet invånare är 18 891. Arean är 846 kvadratkilometer.
Terrängen i Antonina är varierad.
Följande samhällen finns i Antonina:
- Antonina

I omgivningarna runt Antonina växer i huvudsak städsegrön lövskog. Runt Antonina är det ganska glesbefolkat, med 43 invånare per kvadratkilometer.